# Anautogenia

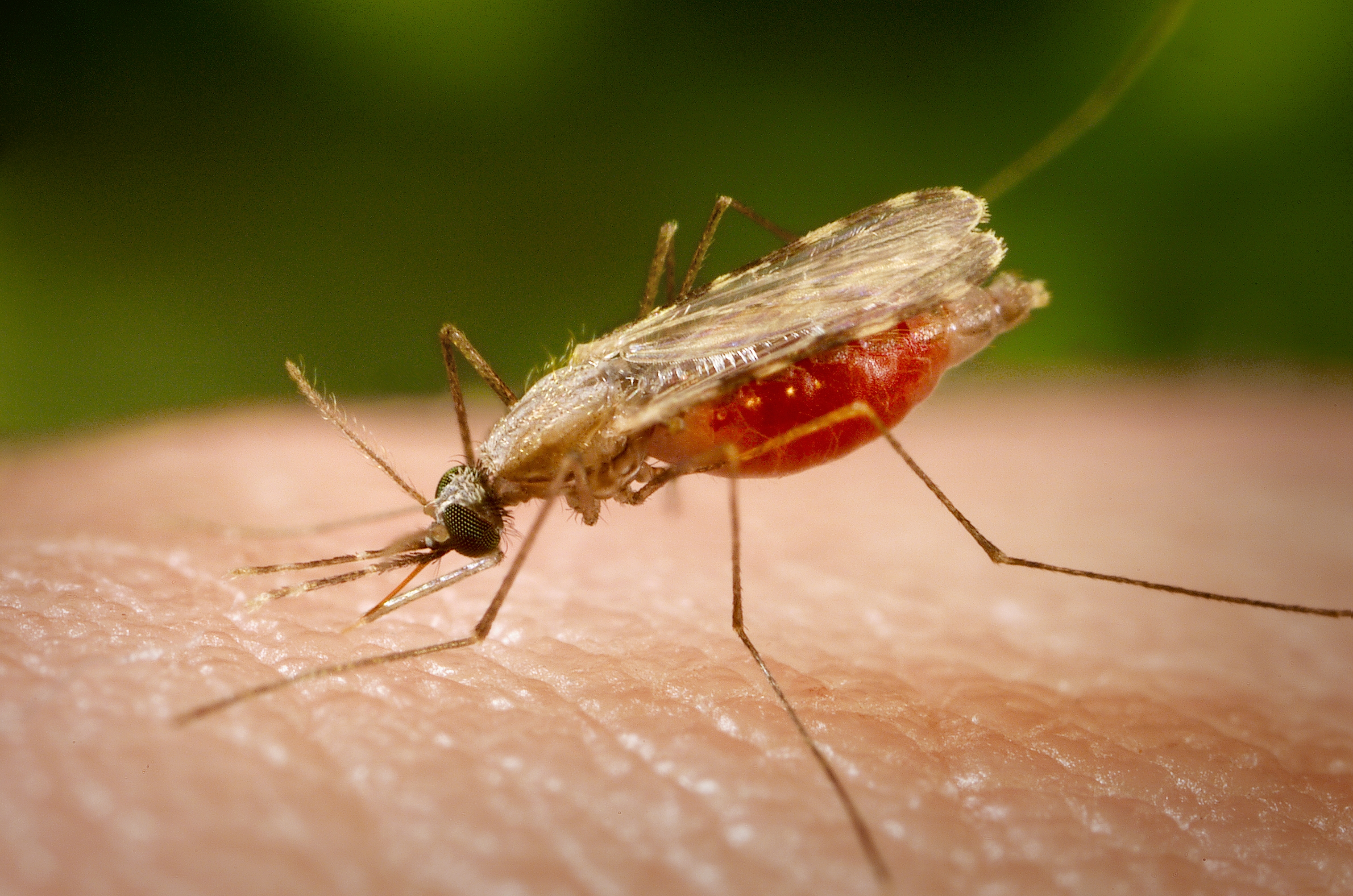
Hembra de Anopheles minimus, mosquito que obtiene una comida de sangre de un huésped humano para producir huevos.

En entomología se llama anautogenia a una estrategia reproductiva en que una hembra  adulta de insecto necesita comer una clase especial de alimento (generalmente sangre de vertebrado) antes de poner huevos para que sus huevos puedan madurar.  Este comportamiento se da más comúnmente en dípteros, como mosquitos.  Los animales anautógenos a menudo pueden ser vectores de enfermedades contagiosas para sus huéspedes. El rasgo opuesto a la anautogenia es  la autogenia.

## Factores que gobiernan la anautogenia
Los insectos anautógenos generalmente llegan a la edad adulta sin suficientes reservas de nutrientes (especialmente proteínas) para producir huevos viables. Necesitan alimentación adicional cuando adultos; generalmente una comida rica en proteínas para la formación de la yema del huevo. Comúnmente este alimento se obtienen por medio de ectoparasitismo de vertebrados.
Sin embargo, aun individuos con suficientes reservas pueden necesitar un alimento de sangre para producir huevos viables porque la maduración  de los huevos depende de hormonas producidas cuando el insecto adquiere sangre.  Por otra parte, las hembras de ciertos genotipos pueden convertirse en autógenas durante el apareamiento tal vez por la producción de hormonas o tal vez por algún suplemento nutricional proporcionado por el apareamiento.
Algunos individuos de la misma especie pueden presentar autogenia o anautogenia según sus genotipos o según la condiciones ambientales o el tipo de alimento obtenido durante los estadios larvales. Modelos matemáticos sugieren que la anautogenia puede ser una estrategia ventajosa durante condiciones favorables (por ejemplo si hay huéspedes disponibles, si el insecto tiene una buena probabilidad de sobrevivir la comida de sangre y si la anautogenia contribuye a una mayor fertilidad).

## Anatomía y fisiología
La anautogenia ocurre especialmente en insectos dípteros, incluyendo mosquitos, moscas negras, "moscas de la arena", tabánidos, y "chinches" chupadoras. Las hembras de la mayoría de los dípteros anautógenos poseen piezas bucales en forma de estilete filoso que está ausente en los machos. Como estas especies consiguen nutrición adicional a partir de otros alimentos líquidos como néctar y jugo de frutas, demuestran un "apetito dual" por el cual regulan la obtenciòn de alimentos azucarados o proteináceos en forma separada.
En insectos (así como en otros animales no mamíferos), la maduración del huevo comienza con la vitelogénesis, la deposición de proteínas de la yema provocada por la liberación de hormonas juveniles. En mosquitos anautógenos los genes de producción de la yema son estimulados por una comida de sangre a través de un proceso que incluye ciertos aminoácidos presentes en las proteínas de la sangre.